# 贝里格-万特朗日
贝里格-万特朗日（法語：Bérig-Vintrange，法語發音：[beʁiɡ vɛ̃tʁɑ̃ʒ]）是法国摩泽尔省的一个市镇，位于该省中部略偏南，属于福尔巴克-布莱摩泽尔区。该市镇于1790-1794年间由贝里格（Bérig）和万特朗日（Vintrange）合并而成。

## 地理
贝里格-万特朗日（48°58'12"N, 6°41'54"E）面积8.52 平方千米，位于法国大東部大區摩泽尔省，该省份为法国东北部内陆省份，是洛林的一部分，西南接默尔特-摩泽尔省，东临下莱茵省，北与卢森堡和德国接壤。
与贝里格-万特朗日接壤的市镇（或旧市镇、城区）包括：比斯特罗夫、格罗唐坎、阿尔普里什、瓦勒朗日。

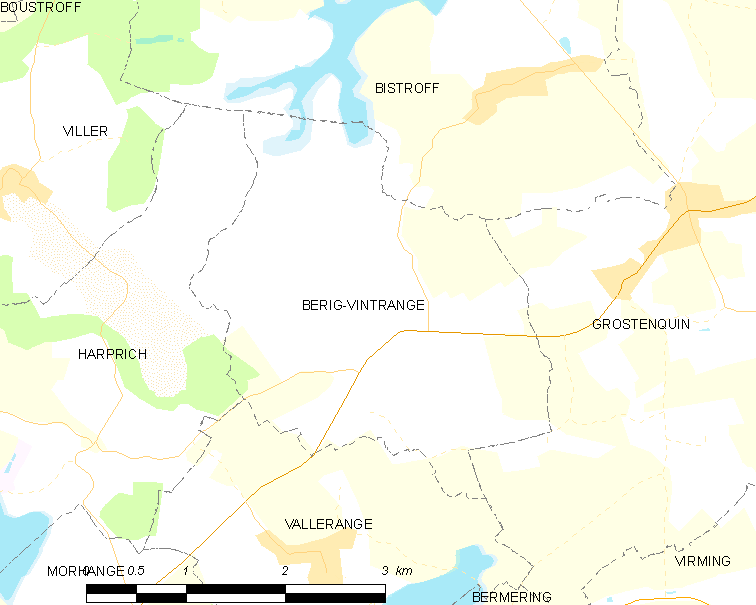
贝里格-万特朗日的OSM定位图

贝里格-万特朗日的时区为UTC+01:00、UTC+02:00（夏令时）。

## 行政
贝里格-万特朗日的邮政编码为57660，INSEE市镇编码为57063。

## 政治
贝里格-万特朗日所属的省级选区为萨拉尔布县。

## 人口

1962-2008年间贝里格-万特朗日人口变化图示

贝里格-万特朗日于2022年1月1日时的人口数量为213人。